# Peripsychoda empheres
Peripsychoda empheres és una espècie d'insecte dípter pertanyent a la família dels psicòdids.

## Descripció
- Mascle: ulls separats per poc menys de 3 facetes de diàmetre; sutura interocular formant un angle obtús; vèrtex 3 vegades l'amplada del pont ocular; occipuci arrodonit; front amb una àrea triangular pilosa; palp núm. 1 engrandit; antenes de 0,71 mm de llargària i amb l'escap 1,5 vegades la mida del pedicel; tòrax sense patagi; ales d'1,40 mm de llargada i 0,50 mm d'amplada, amb la vena subcostal acabant lliure (no pas unida a R1), R2 interrompuda a la base; fèmur més curt que la tíbia.
- Femella: similar al mascle, però amb els ulls separats per 2,5 facetes de diàmetre; la sutura interocular formant un angle més petit; espermateca hemisfèrica i lleugerament reticulada; antenes de 0,71-0,73 mm de longitud i ales d'1,35-1,45 mm de llargada i 0,50-0,57 mm d'amplada.[3]

## Distribució geogràfica
És un endemisme de Nova Guinea.